# Bácsbokod
Bácsbokod là một làng thuộc hạt Bács-Kiskun, Hungary. Làng này có diện tích 63,93 km², dân số năm 2010 là 2753 người, mật độ 43 người/km².